# Revolver (album de T-Pain)
Cet article concerne l'album de T-Pain. Pour l'album des The Beatles, voir Revolver.
Pour les articles homonymes, voir Revolver (homonymie).
Albums de T-Pain
Thr33 Ringz
(2008)
Singles
1. Best Love Song
Sortie : 22 mars 2011
2. 5 O'Clock
Sortie : 27 septembre 2011
3. Turn All the Lights On
Sortie : 17 janvier 2012

Revolver (stylisé RevolveЯ) est le quatrième album studio de T-Pain, sorti le 6 décembre 2011.
L'album, qui à l'origine devait s'appeler UBER, devait contenir certains morceaux qu'on ne retrouve pas sur la liste finale des titres : Take Your Shirt Off (sorti en 2009), Reverso Cowgirl (sorti en 2010), Rap Song (sorti en 2010) ou encore Kiss Her (sorti en 2010). Le 22 mars 2011, T-Pain publie le premier single de son album, Best Love Song, auquel participe le chanteur Chris Brown et qui se classe 33e au Billboard Hot 100. Le 8 septembre 2011 sort le second single, 5 O'Clock, avec Wiz Khalifa et Lily Allen en featuring, qui se classe 10e au Billboard Hot 100.
Pour promouvoir son album, T-Pain avait sorti une mixtape intitulée prEVOLVEr le 4 mai 2011, ainsi que plusieurs clips de chansons qui ne figurent ni sur l'album, ni sur la mixtape : Booty Wurk, Fantasy, Chicken, Never Leave Her, Separated, Let Me Talk et Who Want It. Le chanteur a également tourné Russian Roulette - Road to Revolver, un reportage qui le suit tout au long de la création de son album, qu'il mettait en ligne partie par partie sur sa chaîne YouTube.
RevolveЯ s'est classé 7e au Top R&B/Hip-Hop Albums, 9e au Top Digital Albums et 28e au Billboard 200. Malgré l'échec commercial de l'album (120 000 copies vendues), le single Turn All the Lights On s'est classé premier au Gaon Chart, le classement des meilleures ventes en Corée du Sud, et a été remixé par plusieurs DJs.

## Liste des titres
| No  | Titre                                                                                      | Auteur | Contient un (des) sample(s) de | Durée |
| --- | ------------------------------------------------------------------------------------------ | --- | ------------------------------ | ----- |
| 1.  | Bang Bang Pow Pow (featuring Lil Wayne – Produit par T-Minus)                              | Faheem Najm, Tyler Williams, Dwayne Carter, Jr.                                                                     |                                | 3:41  |
| 2.  | Bottlez (featuring Detail – Produit par Catalyst et Detail)                                | Najm, Mitch Cohn, Noel Fisher                                                                                       |                                | 3:06  |
| 3.  | It's Not You (It's Me) (featuring Pitbull – Produit par Chuckie, Fabian Lenssen et T-Pain) | Najm, Armando Perez, Clyde Narain, Fabian Lenssen                                                                   |                                | 3:38  |
| 4.  | Default Picture (Produit par Young Fyre)                                                   | Najm, Tramaine Winfrey, Jon Gordon, Michael Gordon, Donald « Ziggy » Cook, Jr.                                      |                                | 3:06  |
| 5.  | 5 O'Clock (featuring Wiz Khalifa et Lily Allen – Produit par T-Pain)                       | Najm, Cameron Thomaz, Lily Allen, Gary Barlow, Greg Kurstin, Howard Donald, Jason Orange, Mark Owen, Stephen Robson | Who'd Have Known de Lily Allen | 4:41  |
| 6.  | Sho-Time (Pleasure Thang) (Produit par T-Pain et David « Preach » Balfour)                 | Najm, David Balfour                                                                                                 |                                | 3:52  |
| 7.  | Rock Bottom (Produit par T-Pain et David « Preach » Balfour)                               | Najm, Balfour |                                | 4:25  |
| 8.  | Look at Her Go (featuring Chris Brown – Produit par Billboard)                             | Najm, Mathieu Jomphe, Christopher Brown                                                                             |                                | 2:59  |
| 9.  | Mix'd Girl (Produit par Tha Bizness)                                                       | Najm, Christopher Whitacre, Justin Henderson                                                                        |                                | 4:10  |
| 10. | I Don't Give a Fuk (Produit par Young Fyre)                                                | Najm, Winfrey, Gordon, Gordon, Cook                                                                                 |                                | 3:45  |
| 11. | Drowning Again (featuring One Chance – Produit par T-Pain)                                 | Najm, Rob Brent, Jon Gordon, Michael Gordon, Courtney Vantrease                                                     |                                | 5:23  |
| 12. | When I Come Home (Produit par T-Pain)                                                      | Najm, Balfour |                                | 3:16  |
| 13. | Best Love Song (featuring Chris Brown – Produit par Young Fyre)                            | Najm, Winfrey, Brown                                                                                                |                                | 3:16  |
| 14. | Turn All the Lights On (featuring Ne-Yo – Produit par Dr. Luke et Cirkut)                  | Najm, Luke Gottwald, Shaffer Smith, Henry Walter                                                                    |                                | 3:37  |

| 15. | Center of the Stage (featuring R. Kelly et Bei Maejor – Produit par Get Cool et T-Pain) | Najm, Willie Poole, Robert Kelly, Brandon Green | 3:48 |
| 16. | Regular Girl (Produit par T-Pain)                                                       | Najm                                            | 3:12 |
| 17. | Nuthin' (featuring E-40 and Detail – Produit par Young Fyre)                            | Najm, Winfrey, Fisher, Earl Stevens             | 3:25 |